# 石橋通宏
石橋 通宏（いしばし みちひろ、1965年7月1日 - ）は、日本の労働運動家、政治家。立憲民主党所属の参議院議員（3期）。父は元衆議院議員の石橋大吉。情報労連組織内候補。

## 経歴
島根県安来市生まれ。幼少期を東京都武蔵野市で過ごす。1978年に松江市立内中原小学校卒業、1981年に松江市立第一中学校卒業。1984年に島根県立松江北高等学校卒業。1988年に中央大学法学部法律学科卒業後、アメリカ合衆国のアラバマ大学大学院に留学して1991年に修了して政治学修士号取得。現在は東京都在住。
1992年に帰国し全国電気通信労働組合中央本部入職（国際部職員）。
1994年に国際自由労働組合総連盟・アジア太平洋地域事務所（ICFTU-APRO、在シンガポール）へ出向。情報局長、青年部長を歴任。
1998年に帰国し全電通中央本部国際担当部長。CI日本加盟組織協議会事務局長。2001年、国際労働機関(ILO)国際研修センター（ITC）労働者教育プログラム　アジア太平洋地域担当官としてイタリア・トリノで勤務して教育プログラムの策定や労働者技術協力活動等を行う。
2006年に ILO東南アジア太平洋諸島地域担当サブ地域事務所・労働者活動担当上級専門官（在フィリピン・マニラ）を2009年に退官・帰国するまで務める。2009年4月からNTT労組特別中央執行委員及び情報労連中央本部特別執行委員に就任。

### 政治家として
NTT労働組合出身で情報労連の組織内候補を12年間務めた後に引退を決めた内藤正光の後継組織内候補になる。2010年3月から 民主党参議院比例第63総支部 総支部長。同年7月11日に行われた第22回参議院議員通常選挙に民主党公認で比例区から出馬し、初当選。
2014年12月14日の第47回衆議院議員総選挙で民主党代表の海江田万里が落選。海江田の辞任に伴い2015年1月18日に行われた代表選挙では、長妻昭の推薦人に名を連ねた。
2016年7月10日に行われた第24回参議院議員通常選挙に民進党公認で比例区より立候補し再選。 
2016年民進党代表選挙では推薦人集めに苦慮していた玉木雄一郎のため、菅直人らとともに推薦人となった。
2017年7月27日、民進党代表の蓮舫が、同月の東京都議会議員選挙の結果を受けて辞任を表明。蓮舫の辞任に伴う代表選挙（9月1日実施）では枝野幸男の推薦人に名を連ねた。
2018年5月の民進党と希望の党による新党には参加せず、5月7日に民進党を離党、立憲民主党に入党を申請、翌8日の常任幹事会で入党が承認された。
2020年9月15日、旧立憲民主党、旧国民民主党などが合流し、新「立憲民主党」が設立。石橋も新党に参加。
2021年10月31日の第49回衆議院議員総選挙で立憲民主党は議席を「109」から「96」に減らし、11月2日、枝野幸男代表は引責辞任を表明。枝野の辞任に伴う代表選挙（11月30日実施）では西村智奈美の推薦人に名を連ねた。
2022年7月10日に行われた第26回参議院議員通常選挙に立憲民主党公認で比例区から出馬し、3選。立憲民主党が比例区で獲得した7議席中7番目の当選で、改選50議席のうち50位での当選となった。
2024年9月に行われた立憲民主党代表選挙では泉健太の推薦人に名を連ねた。

## 政策・主張
内政
- 選択的夫婦別姓法案導入に賛成[18][19]。
- 憲法を改正することについてはどちらとも言えない[19]。
- 永住外国人の地方参政権を認めることにどちらかと言えば賛成[19]。
- 外国人労働者の受け入れを進めることにどちらかと言えば賛成[19]。
- 首相が靖国神社に参拝することに反対[19]。
- 集団的自衛権の行使に反対[20]。
- 道徳教育をもっと充実させることにどちらかと言えば反対[19]。
- TPPを速やかに批准すべきであることに反対[19]。
- 男性同士、女性同士の結婚を法律で認めることについてはどちらとも言えない[19]。
- 原子力規制委員会の審査に合格した原子力発電所は運転を再開すべきであることにどちらかと言えば反対[19]。
- 国会議員の議席や候補者の一定割合を女性に割り当てるクオータ制を導入すべきであることに賛成[19]。
- 都道府県に代えて道州制を導入することにどちらかと言えば反対[19]。
- 企業に課す法人税率を引き下げることに反対[19]。
- 治安を守るためにプライバシーや個人の権利が制約されることにどちらかと言えば反対[19]。
- 公共事業による雇用確保についてはどちらとも言えない[19]。
- 所得や資産の多い人に対する課税を強化することに賛成[19]。
- 仕事の内容が同じならば、正社員であるかどうかとは関係なく、給料も同じにすべきことにどちらかと言えば賛成[19]。
- 長期的には消費税率が10%よりも高くなるのはやむをえないことについてはどちらとも言えない[19]。
- 被選挙権を得られる年齢を引き下げることにどちらかと言えば賛成[19]。

外交
- 他国からの攻撃が予想される場合には先制攻撃もためらうべきではないことに反対[19]。
- 北朝鮮に対しては対話よりも圧力を優先することにどちらかと言えば反対[19]。
- 2014年4月21日、元行政刷新担当大臣の蓮舫や社会民主党党首の吉田忠智と連名で、第2次安倍内閣が目指す憲法解釈変更による集団的自衛権の行使容認を支持しないようアメリカ大統領のバラク・オバマに求める文書を在日米大使館に提出した。

## 所属議員連盟
- 政治分野における女性の参画と活躍を推進する議員連盟（幹事）[21]
- 難民問題議員懇談会（会長）[22]
- 日本プログレッシブ議員連盟（幹事長）
- ILO活動推進議員連盟（事務局長）
- 国際連帯税議連（事務局長）
- ミャンマー民主化支援議連（事務局長）

## 発言
- 2013年5月7日、中国を訪問中の自民党の川口順子参議院環境委員長が要人との会談が実現したとして帰国延期を要請した。野党の反対で認められなかったが川口は国会の許可なく滞在を1日延長し委員会が中止になった。野党7党が川口の委員長解任決議案を提出したことを受け、与党自民・公明両党は翌8日の参議院予算委員会を欠席し審議拒否した[23][24]。これについて石橋は自身のブログで「普通、審議拒否というのは野党がとる戦術。与党というのは、国民のために提出された法案が早期に成立されることをめざし、常に正常にかつ円滑に国会審議が行われるように最大限の努力を払うのが課せられた責務。その与党が自ら審議拒否をするなんていうのは、まさに前代未聞です。[25]」と発言し与党を批判した。

## 人物
- 家族は、妻、長男、長女[3]。父親の石橋大吉は日本社会党から民主党へと渡り歩き、衆議院議員を通算4期務めた。